# Banque de la Réunion
La Banque de la Réunion est une banque du département d'outre-mer de la Réunion appartenant au groupe Caisse d'épargne. La banque est absorbée par la Caisse d’Epargne et de Prévoyance Provence-Alpes-Corse le 4 mars 2016. Les enseignes sont désormais CEPAC. La Banque de la Réunion a aujourd'hui disparu.

## Historique

### Création et développement
Depuis à peine un an, l'abolition de l'esclavage est proclamée à La Réunion. Dans son article 7, la Loi du 30 avril 1849 évoque « l’indemnité accordée aux colons par suite de la libération de la main-d’œuvre servile. ». Voici ce qu’il dispose : « Le huitième de la portion afférente aux colons de la Guadeloupe, de la Martinique et de la Réunion, sera prélevé pour servir à l’établissement d’une banque de prêt et d’escompte dans chacune de ces colonies ». Cette somme est essentiellement destinée à la constitution d'un capital garantissant les billets que les banques sont autorisées à émettre.
La loi du 1er juillet 1851, signée par Louis-Napoléon Bonaparte en personne, fixe le capital accordé à trois millions. Texte légal de l’époque : « Chacune des banques auxquelles se rapporte la présente loi est autorisée, à l'exclusion de tous les autres établissements, à émettre dans chacune des colonies où elle est instituée, des billets au porteur de cinq cents, de cent et de vingt cinq francs». Ces billets sont remboursables à vue, au siège de la banque qui les aura émis. Ils seront reçus comme monnaie légale dans l’étendue de chaque colonie, par les caisses publiques, ainsi que par les particuliers ».
Jean Desse, né en 1796 à Bordeaux, devient le 31 mai 1852 le premier directeur de la future Banque de la Réunion. Le 17 mai 1853, les 150 principaux actionnaires se réunissent pour nommer les membres du premier Conseil d’Administration de la banque. Le 4 juillet 1853, la BR ouvre officiellement ses portes au 17 de la rue du Barachois à Saint-Denis. Elle emploie, directeur compris, dix personnes au total. En 1859, l'Hôtel de la Banque de la Réunion est inauguré à Saint-Denis.
Promulguée à la Réunion le 1er septembre, la Loi du 21 juin, proroge pour 20 ans le privilège des banques coloniales. Son action est introduite à la Bourse de Paris le 4 novembre 1878. À la suite de la signature du décret du 2 avril 1879 le gouvernement français décide l’assimilation des colonies au régime monétaire métropolitain. Les pièces étrangères n’ont plus cours. La banque produit des billets exprimés en franc de la Réunion.
En 1901, l'effectif de la banque s’enrichit de son premier personnel féminin. Elles sont cinq femmes employées en 1906 (mesdemoiselles Lahuppe, Poisson, Potier, Gangnant et Sers). Le 12 mai 1904, la banque inaugure l'agence de Saint-Pierre.
Le 5 novembre 1923, la banque annonce qu’elle adopte « la semaine anglaise » (repos pour tous du samedi 11 h 30 au lundi matin, comme l’administration coloniale et les notaires). À partir de 1924, les clients peuvent louer des coffres individuels. En 1944, le privilège d’émission est attribué à la Caisse centrale de la France d'outre-mer. Le décret du 25 décembre 1945, le franc CFA devient la monnaie légale de l’île. Les nouveaux billets émis ne comportent plus le nom de la Banque de la Réunion.

### 1955: Rachat par le Crédit lyonnais
En 1955, la Société bourbonnaise de crédit fusionne avec la Banque de la Réunion. Le Crédit lyonnais prend 50 % du capital de la Banque de la Réunion et la Société bourbonnaise de Crédit réunies.
En 1994, la banque compte 360 salariés, 16 agences, et enregistre un bilan consolidé de 4,893 milliards de francs (+4,74% par rapport à 1993). La banque est la deuxième du pays avec 17% de parts de marché. En 1997, la banque compte 351 salariés, 14 agences, et enregistre un bilan consolidé de 5,86 milliards de francs.

### 1998: Rachat par la Caisse d'Épargne
En 1998, le Crédit lyonnais se sépare de la Banque de la Réunion, puis le 4 décembre, la Caisse d'Épargne Provence-Alpes-Corse (CEPAC) acquiert 52,2 % du capital de la Banque de la Réunion. En 2002, la Banque de la Réunion fait partie de la Financière Océor, qui regroupe les banques Outre-Mer du groupe Caisse d’Epargne. En septembre 2005, la banque compte 20 agences à La Réunion et 3 à Mayotte.
En mars 2005, Jean-Louis Filippi est nommé directeur-général de la banque. En 2009, un nouveau tandem est nommé à sa tête : Beltran Calveyra (président du conseil d’administration) et Benoît Catel (directeur général),.
L'année 2009 est une année difficile où  sa maison-mère (Financière Océor) est recapitalisée à hauteur de 400 millions d’euros afin de combler les pertes de la Banque de la Réunion qui termine les neuf premiers mois de l’année avec un résultat négatif de 51,6 M€. La Banque de la Réunion est partie intégrante du groupe BPCE, né du rapprochement entre les groupes Caisse d'Épargne et Banque populaire. Dès 2010, la Banque de la Réunion fait partie de la holding BPCE IOM. 
En avril 2015, BPCE IOM réalise une offre publique d'achat simplifiée sur les 11,1% de flottant de la Banque de la Réunion suivie d'un retrait obligatoire sur 3,07 % du capital. En septembre 2015, BPCE IOM cède l'intégralité de ses titres à la Caisse d'Épargne Provence-Alpes-Corse (CEPAC) : la Banque de la Réunion devient filiale à 100 % de la CEPAC. Fin 2016, pour préparer son intégration à la CEPAC, la BR migre son système informatique vers celui de la CEPAC, mais de nombreuses anomalies informatiques provoquent une forte grogne des clients.

## Personnages emblématiques
- Julie Mas, vice-présidente qui fut également la première femme chef d'entreprise à la Réunion.